# Viktor von Lang
Viktor von Lang (Viena, 2 de março de 1838 – 3 de julho de 1921) foi um químico austríaco. É relacionado entre os pioneiros e fundadores da física dos cristais.

## Carreira
Lang obteve um doutorado em 1859 na Universidade de Giessen, com a tese "Physikalische Verhältnisse kristallisierter Körper".
De 1865 a 1909 foi diretor do Physikalisches Kabinett em Viena. Seu livro Einleitung in die theoretische physik foi publicado em oito edições de 1867 a 1891. Com o cristalografista Wilhelm Josef Grailich foi co-autor de Untersuchungen über die Physikalischen Verhältnisse Krystallisirter Körper.
O mineral langite foi denominado em sua memória por Nevil Story Maskelyne.